# Gimje

Gắn cờ trước khi hợp nhất

Cờ Gimje cũ

Gimje (Hán Việt: Kim Đê) là một thành phố thuộc tỉnh Jeolla Bắc tại Hàn Quốc. Khu vực Gimje đã xuất hiện việc trồng trọt từ thời cổ. Năm 200, vương quốc Bách Tế xâm chiếm và hợp nhất một số bộ tộc Mã Hàn vào lãnh thổ của mình. Sau khi Bách Tế bị nhà Đường và Tân La tiêu diện, Tân La Thống nhất đã đổi tên khu vực sang tên gọi Gimje như ngày nay. Năm 1628, Quang Hải Quân của nhà Triều Tiên đã cho hợp nhất Mangyeong vào Gimje.
Gimje là khu vực duy nhất có thể nhìn thấy đường chân trời tại vùng nội địa của bán đảo. Chính quyền thành phố đã tăng cường của việc trồng lúa và các cây trồng khác trong một thời gian dài. Gimje cũng từng là một trong những nơi tốt nhất để trồng lúa trong thế kỷ 20.

## Thành phố kết nghĩa
- Donghae, Hàn Quốc
- Nam Thông, Trung Quốc